# Vittjärnen, Bohuslän
Vittjärnen är en sjö i Tanums kommun i Bohuslän och ingår i Örekilsälven-Strömsåns kustområde. Sjön är 7,1 meter djup, har en yta på 0,035 kvadratkilometer och befinner sig 110,7 meter över havet.